# Хайлу Меконнен
Хайлу Меконнен — эфиопский легкоатлет, который специализируется в беге на длинные дистанции. Двукратный бронзовый призёр чемпионатов мира по кроссу в 1999 и 2002 годах. Серебряный призёр чемпионата Африки в беге на 5000 метров. На чемпионате мира 1999 года занял 7-е место на дистанции 5000 метров. Выступал на Олимпийских играх 2000 года на дистанции 1500 метров, на которой смог дойти до полуфинала. Победитель 15-километрового Монтферландского пробега 2005 года. Принял участие на чемпионате мира по полумарафону 2009 года, однако не смог закончить дистанцию.
В 2010 году занял 8-е место на Парижском марафоне и 5-е место на Амстердамском марафоне. Победитель Токийского марафона 2011 года с результатом 2:07.35.

## Сезон 2014 года
19 января занял 8-е место на Мумбайском марафоне, показав время 2:12.17.